# 영천 은해사 중암암 삼층석탑
영천 은해사 중암암 삼층석탑(永川 銀海寺 中巖庵 三層石塔)은 대한민국 경상북도 영천시 은해사 중암암에 있는 고려의 삼층석탑이다. 중암암 불당에서 약 20m가량 떨어진 암벽 아래 조그마한 마당에 세워져 있다. 2001년 11월 1일 경상북도의 유형문화재 제332호로 지정되었다.

## 역사 및 평가
석탑이 있는 중암암은 불당이 암벽 아래에 암석 틈에 붙어 있어서 중암암(돌구멍절)이라 부르게 된 것이라고 한다. 불당지 한켠에는 불당 창건 때 것으로 추정되는 고려시대의 전형적인, 어골문(魚骨文) 기와 조각이 쌓여 있다.
탑의 양식은 통일신라의 전형을 따르고 있으나 기단부가 약화되었고, 옥개석 낙수면의 경사가 심해지고 전각의 반전도 많아진 편이다. 또한 전체 규모가 작아져 장식성을 느끼게 한다. 이러한 점에서 이 석탑의 조성시기는 이곳 암자의 창건 시기와 같은 고려초기로 추정된다. 손상을 입지 않았고 보존이 깨끗하여 가치있는 자료로 평가된다.
은해사 중암암 삼층석탑은 큰 바위 사이 협소한 대지에 있어 입지 조건이 기이하며, 간결·소박하고 균형 잡힌 모습을 갖춘, 매우 뛰어난 석탑에 속한다.

## 생김새
이 석탑은 높이가 약 3m로, 잘 다듬은 4개의 장대석을 지대석으로 깔고, 그 위에 2층 기단과 3층의 탑신부를 올렸다.
지대석은 규격을 달리하고 있으나 잘 치석한 장대석을 정방형으로 결합시켜 깔았다. 치석된 지대석 한 변의 길이는 183cm이고, 높이 13cm이다. 땅에 묻힐 아랫부분은 가공하지 않고 대강 치석했다.
기단은 2층으로 상·하기단의 각 면석에는 각 면마다 기둥 모양(탱주)을 새겨 놓았고 모서리마다 기둥 모양의 조각(우주)을 두었다. 하층기단은 4매의 면석으로 결구했고, 그 위에 하층 기단 갑석을 올렸다. 갑석은 3매석으로 결구되어 있으며, 상면에는 상층기단 면석을 받기 위한 1단의 괴임이 있다. 하층기단부는 높이 68cm, 최대 너비 108cm, 면석 너비 87cm이고, 갑석의 너비는 146cm이다. 갑석의 낙수면은 약간의 경사를 두었다.
 상층기단 역시 4매의 면석으로 결구했고, 그 위에 상대갑석을 얹었다. 상층 기단부는 높이 45cm, 갑석 최대 너비 146cm, 면석 너비 140cm이다. 상대갑석 아랫면에는 1단의 부연이, 윗면에는 2단의 옥신 받침이 있다.
탑신은 모두 정육면체로서 층위가 올라갈수록 높이가 낮아지는 것 외에는 동일한 양식이다. 1층 탑신은 정육면체 모양의 한 돌인데, 네 모서리에 우주를 새겼으며, 높이는 39cm, 너비는 48cm이다. 2층 탑신도 1층 탑신과 동일한 양식으로 높이는 16.5cm, 너비는 42cm이며, 3층 탑신은 높이 14cm, 폭 35.5cm이다.
옥개석은 모두 낙수면의 경사가 심하고 우동과 전각(轉角)의 반전이 심한 편인데, 옥개받침은 4단에서 3단으로 줄어들었다. 옥개석 윗면에 괴임을 새겼다. 1층 옥개석은 받침 4단, 괴임 1단이며, 최대 너비 81cm, 전체 높이 32cm이다. 2층 옥개석은 받침 3단, 괴임 1단이며, 최대 너비 72cm, 높이 28cm이다. 3층 옥개석은 받침 3단, 괴임 1단인데, 이 옥개 윗면의 괴임과 그 위에 방형의 노반까지를 한 돌로 만들었다. 최대 너비 61cm, 전체 높이 24cm이며, 노반은 높이 8cm, 너비 30cm이다. 옥개석의 아랫면에는 물끊기 홈이 마련되어 있으며, 풍탁공은 없다.
상륜부(相輪部)는 3층 옥개석(屋蓋石)과 동일석으로 조성한 노반(露盤)과 앙화(仰花)로 추정되는 한 개의 돌이 남아 있다. 보륜석은 노반 위에 얹혀 있는데 반구 모양이며, 가운데에는 찰주공(擦柱孔)이 노반에 이어서 관통하고 있다. 4엽의 복련을 새긴 듯하지만, 마모가 심해 확인이 어렵다.